# Daniel Demetrio Hernández
Daniel Demetrio Hernández (Tyler, 23 luglio 1976) è un allenatore di calcio ed ex calciatore statunitense con passaporto messicano, di ruolo difensore.

## Carriera

### Calciatore
Dopo aver militato in vari club statunitensi e messicani, nel 2009 fu acquistato dal FC Dallas, con cui concluse la sua carriera nel novembre 2012.

### Allenatore
Subito dopo il ritiro da calciatore, è stato per 3 settimane (dal 26 novembre al 15 dicembre 2012) vice allenatore del FC Dallas.

## Palmarès
- Campionato MLS: 5

Los Angeles Galaxy: 1998, 1999
New England Revolution: 2002, 2005, 2006
FC Dallas: 2010
- MLS Supporters' Shield: 1

Los Angeles Galaxy: 1998